# Карпець-Єрмолаєва Валентина Іванівна
Валентина Іванівна Карпець-Єрмолаєва (нар. 27 червня 1970, Петриківка,Дніпропетровська область) —майстриня петриківського розпису, заслужений майстер народної творчості, лауреат Національної премії України імені Тараса Шевченка (2025).

## Біографія

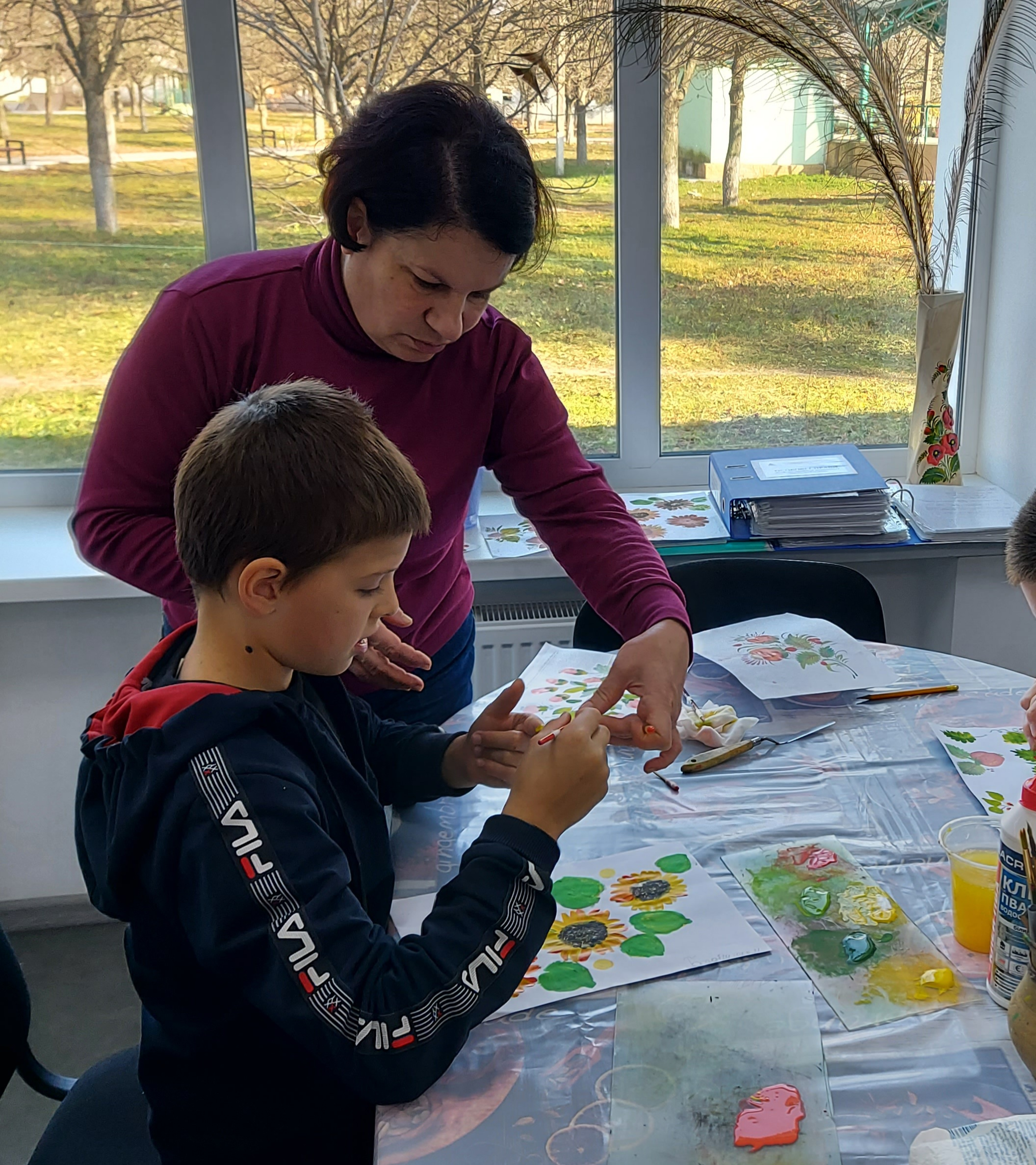
Валентина Карпець-Єрмолаєва на гуртку «Сонце в долонях» комунальної установи «Петриківський інклюзивно-ресурсний центр „ПІРАМІДА“» Петриківської селищної ради (листопад 2021 року)

Валентина Іванівна Карпець-Єрмолаєва народилась 27 червня 1970 року в селі Миколаївка Верхньодніпровського району Дніпропетровської області. Протягом 1987—1989 рр. навчалась у Петриківському СПТУ-79 за спеціальністю «Художник розпису по дереву» та індивідуально у майстра народної творчості О. І. Зінчук (1989—1990). Працює у Центрі народного мистецтва «Петриківка» (Дніпропетровська область). Окремі роботи зберігаються у Дніпропетровських історичному та художньому музеях, Запорізькому ХМ, НМУНДМ, Українському центрі народної культури «Музей І. Гончара» (м. Київ), Національному історико-культурному заповіднику «Чигирин» (Черкаська область), Білоцерківському краєзнавчому музеї (Київська область).

## Трудова діяльність
Валентина Іванівна Карпець-Єрмолаєва з 1990 р. — майстриня петриківського розпису Експериментального цеху петриківського розпису Дніпропетровського художньо-виробничого комбінату. Мисткиня розписує інтер'єри, працює на папері, полотні, тканині, дереві. Розмір творів різноманітний: від мініатюрної сувенірної продукції до розпису інтер'єрів та фасадів площею до десятків квадратних метрів. Нині Карпець-Єрмолаєва В. І. працює у Центрі народного мистецтва «Петриківка». У техніці петриківського розпису виконує панно на папері і дереві, розписує декоративні тарелі, вази, іграшки, інтер'єри, меблі, побутові речі. Улюблені теми — квіти, птахи. У залежності від теми і матеріалу розпису використовує холодну або гарячу кольорову гаму. Карпець-Єрмолаєва В. І.- учасниця обласних та Всеукраїнських виставок з 1991 року. Роботи знаходяться у музеях та приватних колекціях України та за кордоном, зокрема у Канаді, США, Японії.

## Твори
1990 р.- панно — «Айстри»
1990 р. — панно «Жоржини»
1990 р. — панно «Квітучий кущ»
1991 р. — «Лісові квіти»
1992 р. — «Квітничок»
1993 р. — «Розмай», «Весняне пробудження»
2005 р.- «Пташина радість»
2006 р. — «Третій зайвий»
2007 р. — «Зозуля у гаю», «Пташине кохання», «Калиновий гай»
2008 р. — «Змова», «Розмаїття квітів», «Казкові квіти», «Розмова»
2009 р. — «Пташина сім'я», «Пави на жоржинах», «Суперечка»
2010 р. — «Троянди», «Ой вишеньки-черешеньки», «Сватав Іван Галю», «Пави під зоряним дощем», «У лісовій казці», «Завзяті косарі», «Пташиний гомін»
2011 р.- «Музика весни», «Побачення»
1990 р. — салатниця «Тюльпани»
2001 р. — декоративна таріль «Зозуля на калині», іграшка «Візок», ваза «Квітковий рай»

## Досягнення

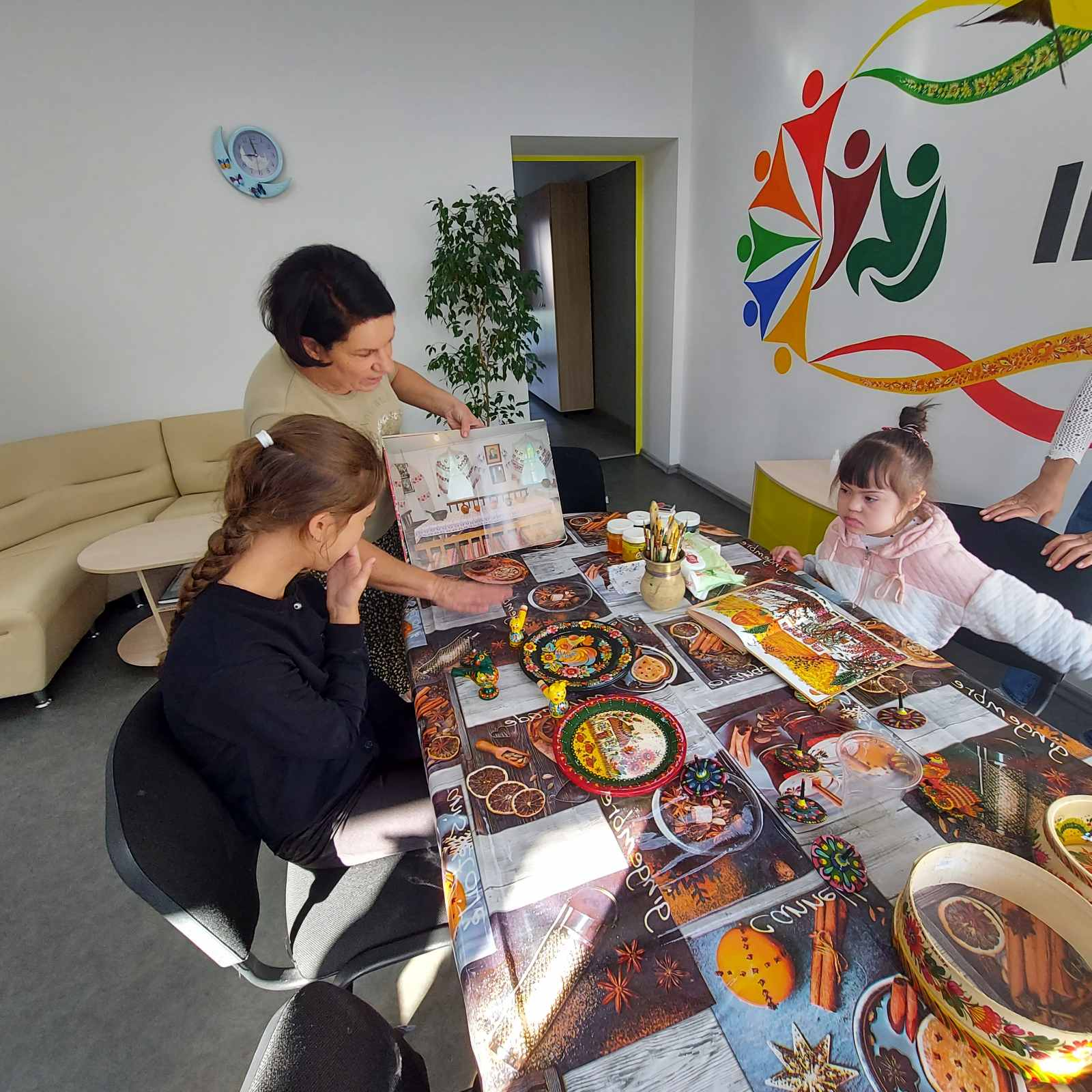
Валентина Карпець-Єрмолаєва на гуртку «Сонце в долонях»

1991 р. — член Національна спілка народних майстрів України|Національної спілки народних майстрів України
1994 р. — член Національної спілки художників України
2007 р. — заслужена майстриня народної творчості України
2008 р. — перша лауреатка премії імені Марії Приймаченко